# Oreste Brondi
Oreste Brondi (Livorno, 2 novembre 1915 – ...) è stato un calciatore italiano, di ruolo difensore.
Fu secondo di tre fratelli calciatori, Rodolfo (I) e Dandolo Brondi (III).

## Carriera
Disputò tre partite in Serie A nel campionato 1940-1941 con la Lazio, che lo aveva prelevato dal Potenza per la somma di 56.000 lire. Con il club lucano aveva militato in Serie C per sei stagioni, dimostrando una buona capacità realizzativa pur essendo un difensore (in una gara di Serie C nel 1937 realizzò ben 4 reti). In carriera militò anche in Serie B con la maglia della Lucchese nel campionato 1946-1947.
Terminata la carriera da calciatore, intraprese quella di allenatore ma nel campionato di IV Serie 1954-1955 tornò un'ultima volta in campo quando, nel derby disputato dal Potenza (di cui era l'allenatore) contro il Matera, dovette giocare da centravanti per l'assenza di attaccanti disponibili nella sua squadra.

## Palmarès

### Giocatore

#### Competizioni regionali
- Seconda Divisione: 1

Alcamo: 1933-1934

#### Competizioni nazionali
- Serie B: 1

Lucchese: 1946-1947